# Straßenterror
Der Begriff Straßenterror wurde und wird meist im Zusammenhang mit nationalsozialistischem Terror verwendet. Ein Element des Straßenterrors war, dass er von uniformierten Gruppen ausgeübt wurde. Sie demonstrierten damit ihre Zahl, mit der sie in einem öffentlichen Raum (Straße, Versammlungssaal o. ä.) auftraten. Die Uniform erleichterte es auch, bei Straßenschlachten oder Massenschlägereien 'Freund und Feind' auseinanderzuhalten.
In anderen europäischen Ländern, z. B. in Italien und Frankreich, gab es SA-ähnliche Vereinigungen; auch bei diesen spricht man von Straßenterror:
- Jeunesses patriotes (sinngemäß etwa: Junge Patrioten oder Vaterländische Jugend) nannte sich eine französische politische Organisation, die im Dezember 1924 gegründet wurde. Im militarisiert-hierarchischen Habitus, uniformierten Auftreten und auf Straßenterror gegen die sozialistische und kommunistische Linke ausgerichteten Agieren ähnelten die Jeunesses patriotes stark den italienischen.

- Fasci di combattimento, von denen sie auch den „Römischen Gruß“ übernahmen. Mit ihrer äußeren Erscheinung – blaue Regenjacke und Baskenmütze (béret) – etablierten sie ein Muster, das von rechtsextremen Gruppen in Frankreich in den folgenden zwei Jahrzehnten wiederholt adaptiert wurde (bis hin zur Milice française). Die Organisation soll 1929 fast 300.000, 1934 90.000 und 1935 noch 60.000 Mitglieder gehabt haben.[1]

## Definition ‚Terrorismus‘
Eine Terroristische Vereinigung (deutscher Rechtsbegriff seit 1976) oder terroristische Organisation (laut Vereinter Nationen) ist eine auf eine längere Dauer angelegte Organisation mehrerer Personen (Terroristen), deren Ziel es ist durch Handlungen, die unter rechtsstaatlichen Voraussetzungen als Straftaten bewertet werden, vor allem politische Ziele zu erreichen. Terroristische Vereinigungen versuchen durch Gewaltaktionen Schrecken (lateinisch terror) zu erzeugen, um ihre Ziele zu erreichen. Die Mitgliedschaft in einer terroristischen Vereinigung oder die Bildung einer solchen Organisation ist in Deutschland und vielen anderen Staaten strafbar.

## Beispiele
- SA-Aufmarsch in Braunschweig – am 17. und 18. Oktober 1931 in Anwesenheit Adolf Hitlers war der größte Aufmarsch paramilitärischer Verbände während der Weimarer Republik. An der nationalsozialistischen Machtdemonstration nahmen mehrere zehntausend SA- und SS-Männer aus ganz Deutschland teil. Einige zeitgenössische Berichte nennen bis zu 104.000 Teilnehmer.[2] Parallel verlaufende Straßenkämpfe zwischen SA-Leuten und Kommunisten forderten zwei Todesopfer und 61 Verletzte.[3]

- offener Straßenterror der SA gegen den in München stattfindenden Gesellentag des Kolpingwerks am 11. Juni 1933 begünstigten das Reichskonkordat, den am 20. Juli 1933 zwischen dem Heiligen Stuhl und dem Deutschen Reich geschlossenen Staatskirchenvertrag.

- Die SA-Gruppe Berlin-Brandenburg. Am Straßenterror der SA in Berlin war in den späten 1920er und frühen 1930er Jahren maßgeblich Hans Georg Gewehr beteiligt.

- Bozner Blutsonntag am 24. April 1921 in Bozen. Er war ein erster Höhepunkt faschistischer Gewalt im nach dem Ersten Weltkrieg an Italien gefallenen, mehrheitlich deutschsprachigen Südtirol.

Am Morgen des Tages trafen etwa 280 Faschisten aus dem übrigen Italien am Bozner Bahnhof ein und vereinigten sich mit etwa 120 Anhängern der Bewegung aus Bozen. Während eines Trachtenumzugs griffen die Faschisten Teilnehmer und Zuschauer mit Knüppeln, Pistolen und Handgranaten an. Etwa fünfzig Südtiroler wurden teils schwer verletzt; ein Lehrer starb beim Versuch, einen Jungen zu beschützen.
Das einschreitende Militär beschränkte sich darauf, die Aggressoren zum Bahnhof zu eskortieren, wo sie unbehelligt abreisen konnten. Die Aufforderung des italienischen Ministerpräsidenten Giovanni Giolitti, die Täter unverzüglich festzunehmen und der Gerichtsbarkeit zuzuführen, hatte die Verhaftung zweier Bozner Faschisten zur Folge. Nachdem Benito Mussolini damit gedroht hatte, am 1. Mai in Bozen mit 2000 Faschisten die Befreiung seiner Genossen zu erzwingen, wurden die beiden wieder freigelassen.